# Батич, Владан
Владан Батич (серб. Владан Батић; 27 июля 1949, Обреновац — 29 декабря 2010, там же, Сербия) — сербский политический и государственный деятель, юрист, доктор юридических наук, министр юстиции Сербии (2001—2004). Основатель и председатель Христианско-демократической партии Сербии (DHSS).

## Биография
В 1972 году окончил юридический факультет Белградского университета. В 1977 году получил степень магистра, а в 1981 году стал доктором юридических наук. Занимался адвокатурой. В 1990 году присоединился к Сербской Демократической партии, а затем в 1992 году стал членом Демократической партии Сербии. Во второй половине 1990-х годов основал Христианско-демократическую партию Сербии, во главе которой находился до своей смерти.
В 2000 году, будучи кандидатом от Демократической оппозиции Сербии, он был избран депутатом Народной скупщины Республики Сербии. Работал заместителем председателя Народной скупщины в трёх созывах.
С 25 января 2001 года по 3 марта 2004 года был министром юстиции Сербии в правительствах Зорана Джинджича и Зорана Живковича.
В 2007 году Владан Батич вновь был избран в Скупщину от коалиции, сосредоточенной вокруг Либерально-демократической партии. Через год — переизбран.
Умер во время депутатства от рака.
Дочь — Ольгица Батич, нынешний лидер Христианско-демократической партии Сербии (DHSS).